# آرگونسون
آرگونسون (به فرانسوی: Argançon) یک کمون در فرانسه است که در اوب واقع شده‌است. آرگونسون ۸٫۲ کیلومتر مربع مساحت دارد ۱۶۸ متر بالاتر از سطح دریا واقع شده‌است.